# リチャード・ウェストール
リチャード・ウェストール（Richard Westall RA、1765年1月2日 - 1836年12月4日）は、イギリスの画家である。肖像画や歴史画を描いた。

## 略歴
ノーフォークのリーファム（Reepham）に生まれた。母違いの弟2人も画家になり、ウィリアム・ウェストール（William Westall:1781–1850）は風景画家として知られ、オーストラリアを旅したことで知られている。
母親が死んだ後の1772年にロンドンに出され、武器装飾の銀細工職人の見習いなどをした。画家のアレファウンダー（John Alefounder :1757–1795）に画家になることを勧められて、1785年から、王立美術院で学び始め、王立美術院の展覧会に出展を続け、1794年に美術院の会員となった。1790年から5年間、後に王立美術院の会長となるトーマス・ローレンス（1769-1830）と一緒の屋敷に住んだ。
水彩画も得意で、肖像画や歴史的な出来事を題材とし、ウィリアム・シェイクスピアの戯曲の場面を描いて、複製版画で出版するプロジェクト、「ボイデル・シェイクスピア・ギャラリー」の原画を多く描いた画家の一人である。

## 作品

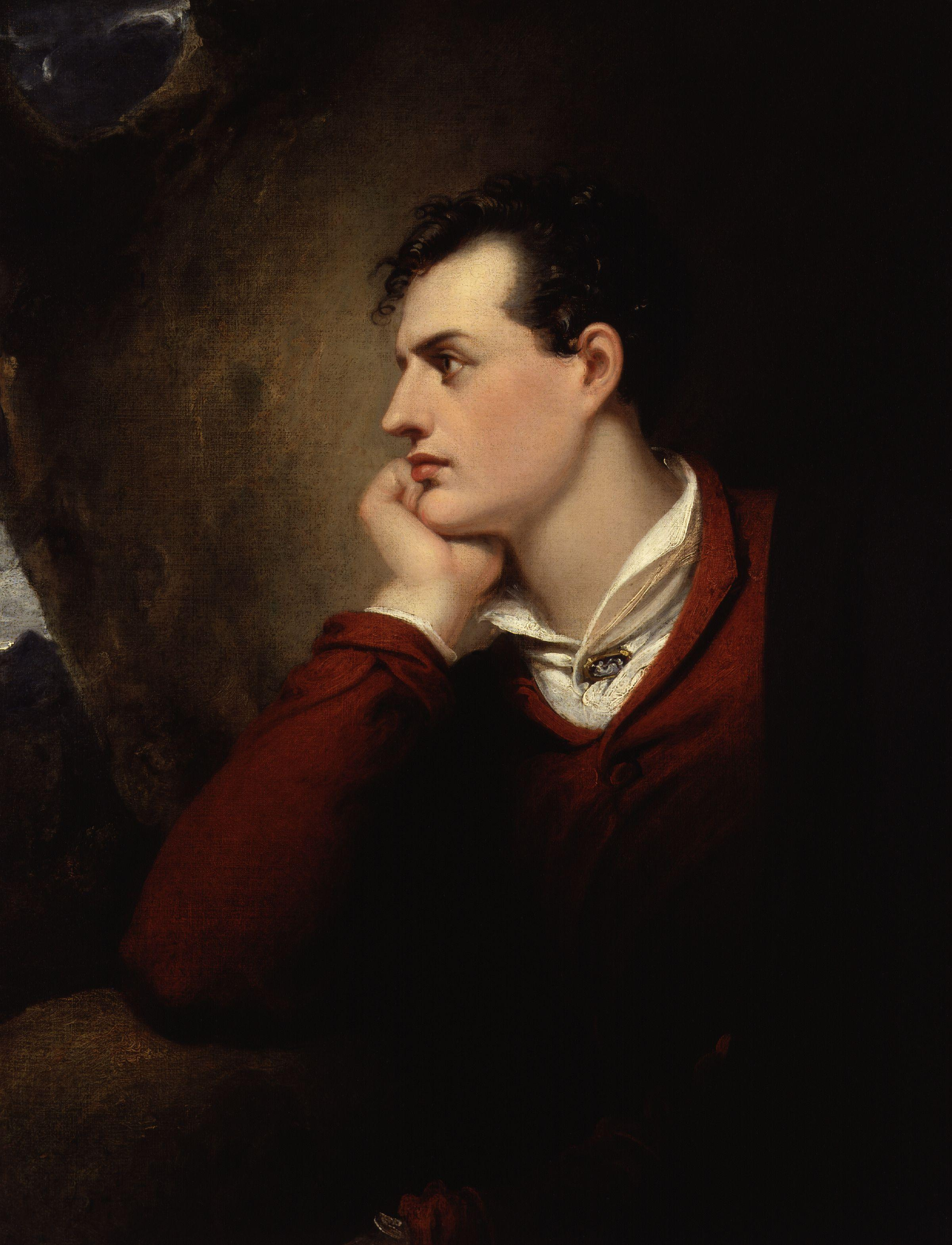
ジョージ・ゴードン・バイロン（詩人）
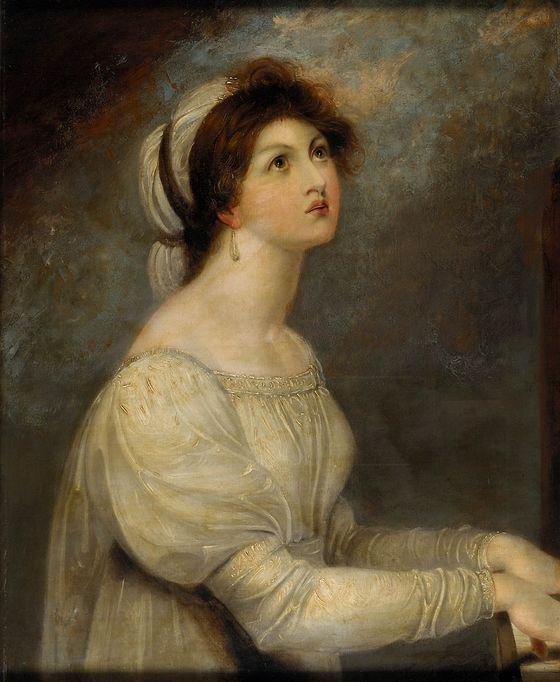
エマ・ハミルトン（舞踏家）
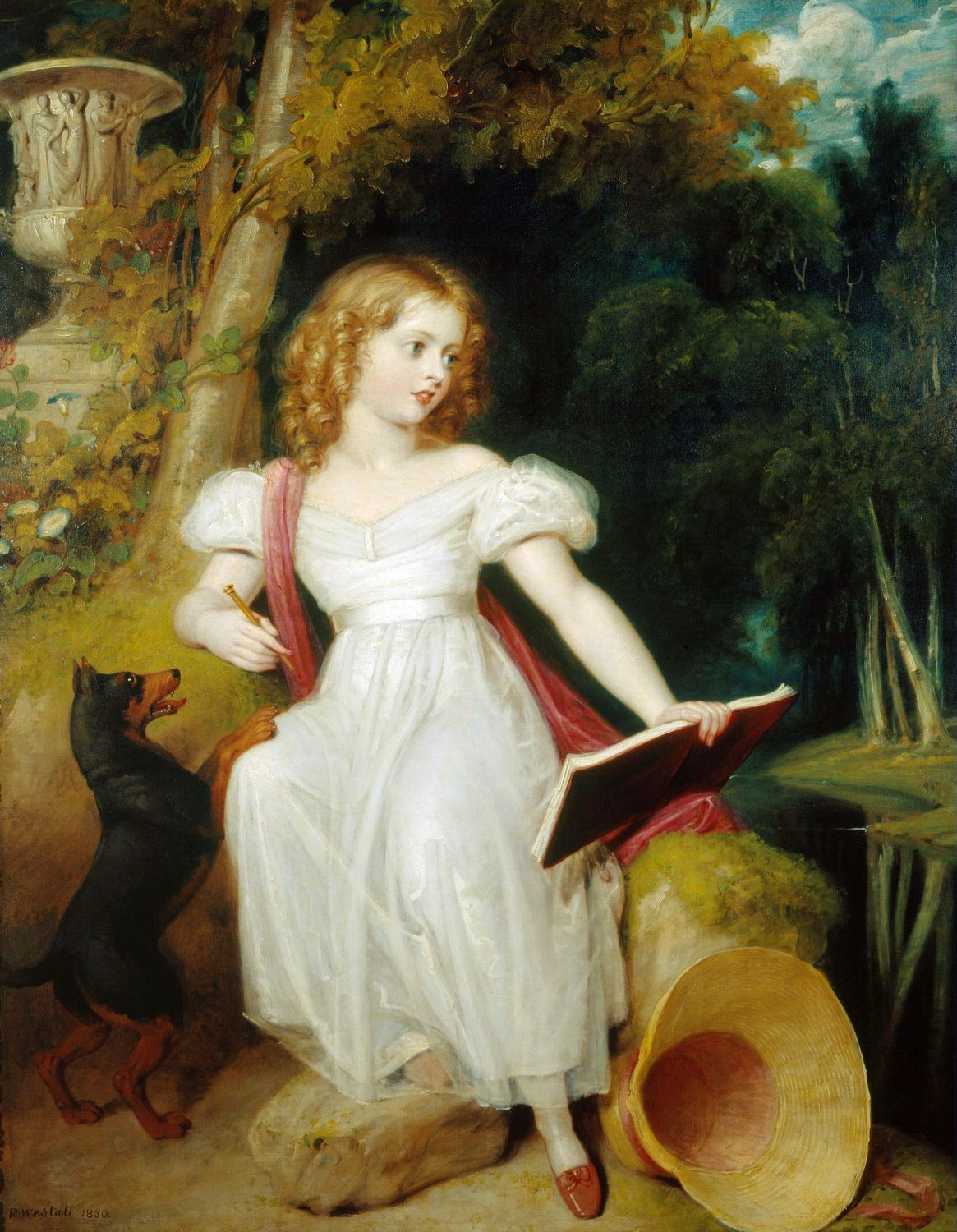
少女時代のビクトリア女王
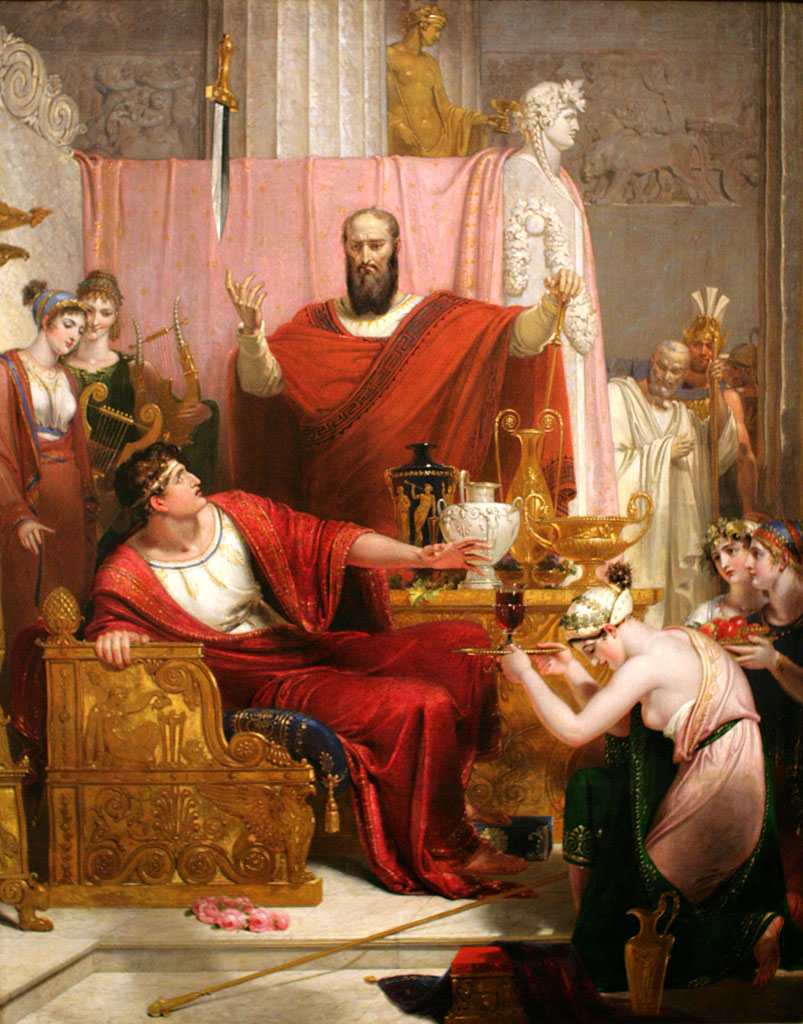
ダモクレス
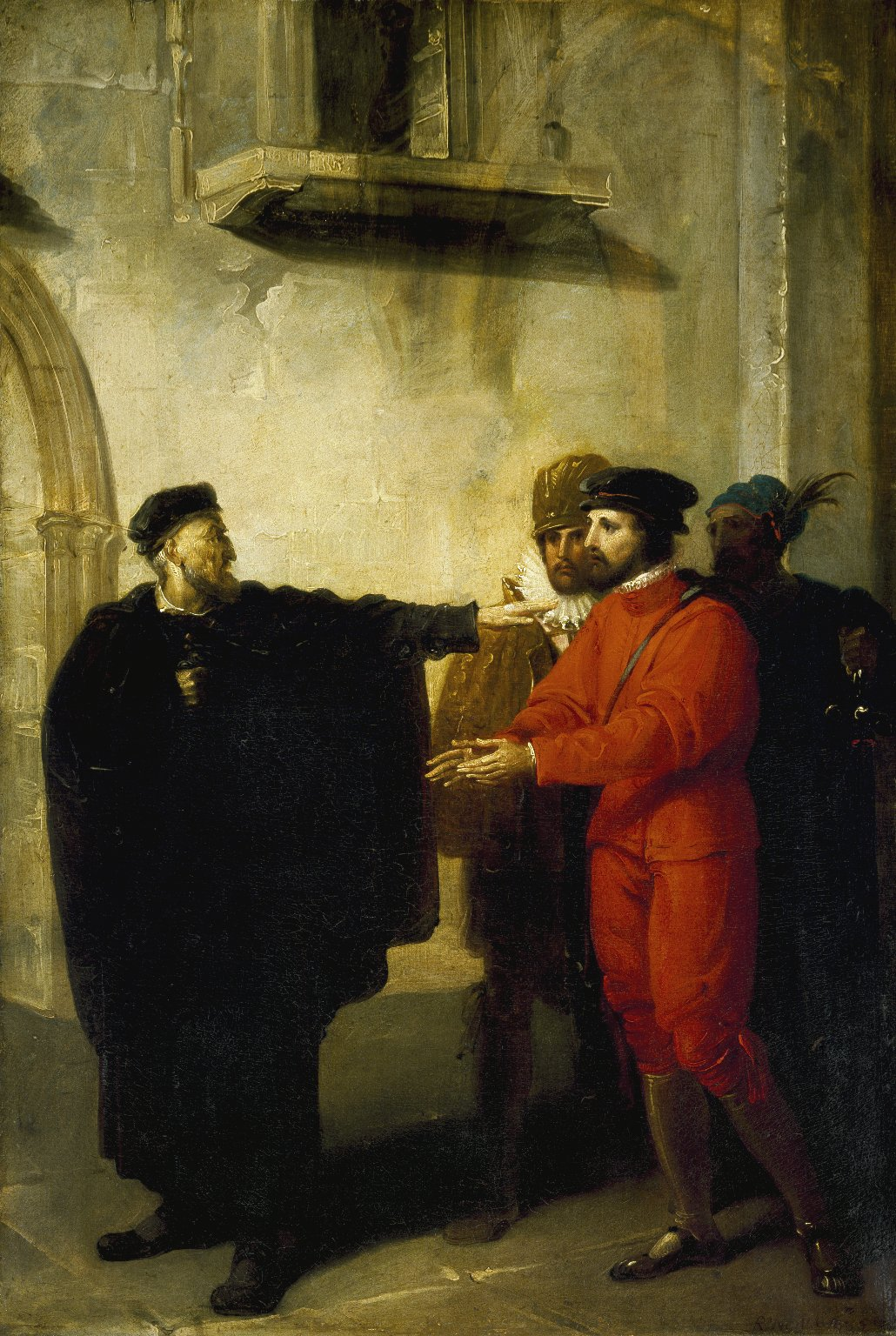
『ベニスの商人』の場面
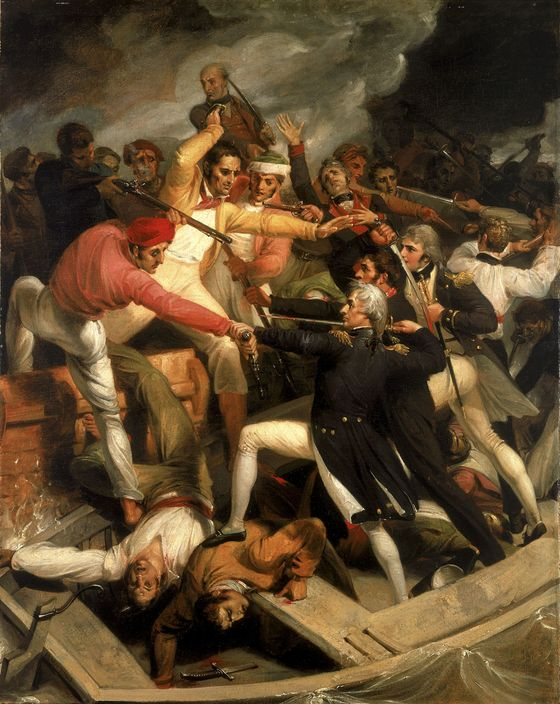
サン・ビセンテ岬の海戦のネルソン